# Конфлікт у Республіці Македонія (2001)
Збройний конфлікт у Республіці Македонія — збройний конфлікт, який почався в лютому 2001 року з нападу озброєної групи албанської Армії національного визволення (АНВ) на сили безпеки Республіки Македонія і завершився 13 серпня того ж року підписанням Охридської угоди. Існували заяви, що АНВ ставила за мету відділення від країни районів з албанською більшістю, хоча високопоставлені члени групи заперечували про це. Згідно з джерелами від обох сторін конфлікту, конфлікт тривав протягом більшої частини року, хоча загальні втрати залишалися обмеженими кількома десятками осіб з обох боків. Таким чином, Югославські війни досягли раніше мирної Македонії.

## Передумови
З проголошенням 8 вересня 1991 року своєї незалежності від Югославії Македонія стала єдиною колишньою югославською республікою, якій вдалося мирно відділитися від федерації.
Хоча Македонія на момент виходу зі складу Югославії вважалася одним із найбідніших регіонів, соціально-економічні заходи, вжиті послідовними демократично обраними урядами, змогли покращити економічну ситуацію в країні. За даними Міжнародної кризової групи, в 1999 році ріст економіки склав майже 3 %. У другій половині 2000 року також спостерігалося стійке зростання, що призвело до збільшення ВВП на 5 % за рік. У січні 2001 року уряд прогнозував профіцит бюджету вже другий рік поспіль. У 2000 році середній клас, що зароджувався, почав купувати нові автомобілі, розширювати квартири та планувати літній відпочинок за кордоном.
Співіснування македонців і найбільшої меншини, албанців, з моменту здобуття незалежності було в цілому мирним. Усі уряди незалежної Македонії включали албанські партії до себе як партнерів по коаліції, що дозволяло вирішувати проблеми шляхом політичного діалогу. До початку 2001 року настрої були більш-менш оптимістичними. Однак головною причиною незадоволення албанців стали заходи спрямовані на обмеження використання албанської мови в офіційних установах та освіті й заборона на використання прапора Албанії. Саме після того як у 1997 році Конституційний суд заборонив використання албанського прапора, почали спалахувати протести албанців.

### Вимоги албанців Македонії
За даними перепису 1994 року в Республіці Македонія проживало 442 914 албанців, що складало близько 22,9 % від загальної чисельності населення (1 936 877 чоловік). Це зробило їх найбільшою етнічною меншиною поряд з етнічною македонською більшістю, що нараховувала 1 288 330 чоловік (66,5 %). Станом на 2001 рік албанці Македонії жили в основному в компактних поселеннях західної частини Македонії, біля кордону з Албанією. Вони також проживали в північно-західній частині Македонії, біля кордону з югославською частиною Сербії і Косова, що перебував під управлінням ООН, а також у столиці Скоп'є і місті Куманово. Албанці складали більшість у містах Тетово, Гостивар і Дебар.
З моменту проголошення незалежності Республіка Македонія намагалася зосередитися на внутрішніх справах. Заохочення демократії і гармонізація міжетнічних відносин було визначено як головна мета нової держави. Після перших демократичних виборів у 1991 році албанці Македонії використали всі конституційні та політичні можливості, щоб зіграти значну політичну роль у країні. Було кілька албанських політичних партій, чия поведінка і риторика (як і в випадку з македонськими партіями) залежали від того, чи перебували вони в правлячій коаліції чи ні. Незважаючи на ці політичні коливання, албанські партії були включені в якості партнерів по коаліції у всіх наступних посткомуністичних урядах Македонії.
Однак відносно албанців все ще існувала систематична дискримінація. Албанський прапор був заборонений для публічної демонстрації; вживання албанської мови в державних установах було обмежене. Крім того, працівники поліції та військовослужбовці часто піддавали албанців перевіркам, профілактичним заходам і проявляли грубе поводження. Державний департамент США повідомляв, що в Македонії, як і раніше, існують наступні форми дискримінації відносно етнічних албанців: обмежений доступ до ЗМІ та освіти албанською мовою; низька частка албанців у державних структурах і поліції; мале представництво в офіцерському корпусі збройних сил; відмова в наданні громадянства багатьом етнічним албанцям, що давно проживали в Македонії, а також дискримінація під час подачі заяв про надання громадянства; несправедливе використання виборчих дільниць, що послаблювало їхню електоральну силу. За цими та іншими причинами албанці в Македонії почали вимагати більших політичних прав. Вони вимагали внесення змін до конституції щодо визнання албанців як другої титульної нації країни та визнання албанської мови як другої державної мови. Албанці також стверджували, що представляють 30 % і навіть 40 % населення країни, а не 22,9 %, що офіційно зареєстровано переписом 1994 року.
У 1994 році деякі албанські політики Македонії виступили за розширення колективних політичних прав. У 1994 році яскравим проявом цих вимог стало проголошення автономної республіки «Іліріда» на заході Македонії. Іншими істотними проблемами були спроба створення університету з албанською мовою викладання в Тетові (1995), оголошеного македонською владою незаконним, а також антиконституційне підняття албанського прапора над місцевими радами в Гостиварі та Тетові в 1997 році. Македонці розцінили ці дві події як кроки до створення «паралельних органів влади» албанців у Македонії.

### Македонія і криза в Косові

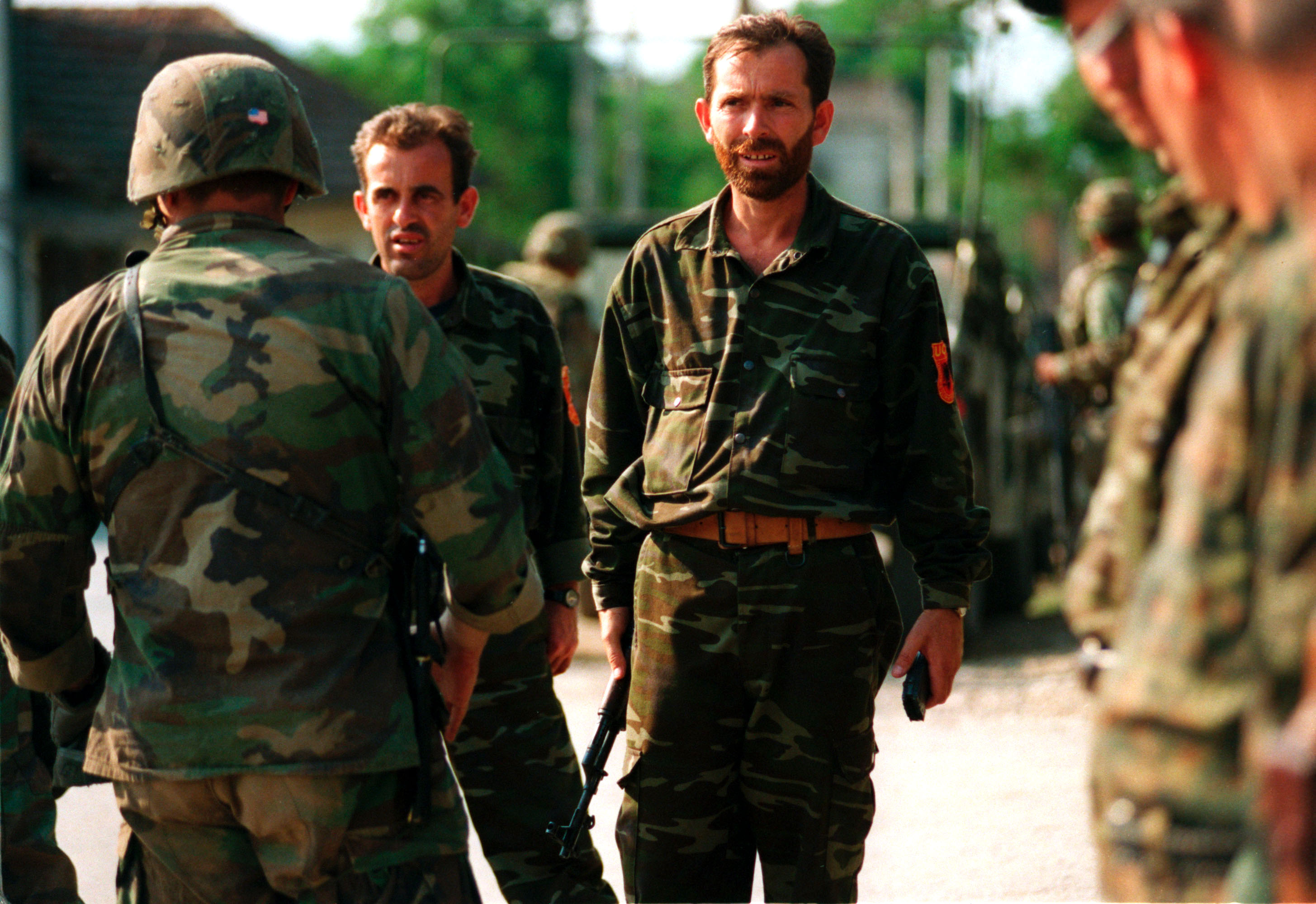
Албанські повстанці АВК передають свою зброю морським піхотинцям США з 26-го експедиційного підрозділу в Косово, червень 1999.

Під час конфлікту в Косові в 1999 році Македонія відкрила свої кордони для тисячі косовських албанців, що тікали до країни. Згідно з даними, опублікованими Управлінням Верховного комісара Організації Об'єднаних Націй у справах біженців (УВКБ ООН), на 17 травня у Македонії перебувало 229 300 біженців з числа косовських албанців. На цьому етапі кількість біженців у Македонії складало понад 11 % населення країни. За даними Комітету США з питань біженців, у Македонії перебувало близько 360 000 осіб. У другій половині 1999 року албанські біженці репатріювалися.
Здатність Македонії приймати біженців була обмеженою, тому що план на випадок непередбачуваних обставин передбачав прийняття лише 20 000 біженців. Незважаючи на всі труднощі, Македонія до кінця війни приймала біженців за міжнародними стандартами.
Тягар необхідності задовольнити потреби 360 000 біженців зробив свій вплив на економіку Македонії. Замість скромного зростання, як передбачалося на 1999 рік, до кінця року економіка країни скоротилася на цілі 10 % ВВП. Торгівля з Югославією, найбільшим торговельним партнером Македонії, зазнала краху, внаслідок чого Македонія втратила один із своїх найбільш важливих експортних ринків і життєво важливе джерело сировини. Відповідно, ряд заводів довелося закривати, збільшивши і без того високий рівень безробіття. У той же час основний транзитний маршрут для македонського експорту в Європу був закритий, що призвело до збільшення витрат на експорт. Державна скарбниця, майже порожня до початку кризи, була практично спустошена.
Македонці були занепокоєні впливом, який могли здійснити 360 000 біженців на етнічну структуру Македонії. Вони боялися, що присутність біженців може порушити демографічний баланс республіки. Македонці також були занепокоєні можливими руйнівними побічними ефектами, які могли виникнути в разі новітньої фази конфлікту в Косові, а також боялися, що вони можуть більше за всіх програти в цій ситуації. Як заявив у березні 1999 року журналіст Chicago Tribune: «Люди бояться, що після Косово прийде черга Македонії».
У той же час бійці Армії визволення Косова почали перетинати кордон і укріплюватися в албанських населених пунктах республіки. Влада Македонії часто перехоплювала та конфісковувала поставки зброї на дорогах, що ведуть до Косова.

## Перша атака АНВ
Напередодні конфлікту наприкінці 2000 року групи озброєних албанців почали відкривати вогонь по македонській поліції та силах безпеки, розташованих на кордоні з Югославією. Ці події застали зненацька уряд Македонії та міжнародну спільноту. Перші напади відбулися у невеличкому селі Танушевці, розташованому в північній Македонії неподалік від кордону з Косово.
Конфлікт почався 22 січня 2001 року, коли група озброєних албанців напала на відділок поліції у селі Теарце поблизу Тетова, вбивши офіцера поліції та поранивши трьох. Арбен Джафері, лідер Демократичної партії албанців, яка перебувала на той момент у складі уряду, розкритикував напад на поліцейський відділок і сказав наступне:

«Інцидент у Тетові є частиною організованої акції проти уряду й дуже грубою спробою його повалення. Незалежно від того, хто стоїть за цим, ми, як політична партія, глибоко засуджуємо цей акт. Це глибоко антимакедонський акт, але також і акт проти інтересів албанців у Македонії».

У тому ж місяці група, що назвалася Армією національного визволення (АНВ), взяла на себе відповідальність за напад на поліцію. Початкові повідомлення про АНВ давали суперечливу інформацію. Президент Македонії Борис Трайковський заявив, що повстанці були в більшості членами Армії визволення Косова (АВК), які проникли до країни з Косова. Македонські офіційні особи звинувачували НАТО в тому, що організація не вживає достатніх зусиль для роззброєння албанських повстанців, перешкоджаючи їхньому розміщенню у буферній зоні (наземна зона безпеки) між Косовом і Сербією, чи запобігаючи їхньому в'їзду до Македонії. АНВ заявила, що до її складу входять кілька тисяч осіб, у більшості з Македонії.
Після місяця зіткнень до кінця лютого спецпідрозділи македонської поліції нейтралізували позиції АНВ у Теарце й Танушевці, тимчасово відкинувши їх через кордон до Косова.

### Спостереження НАТО на косовському кордоні

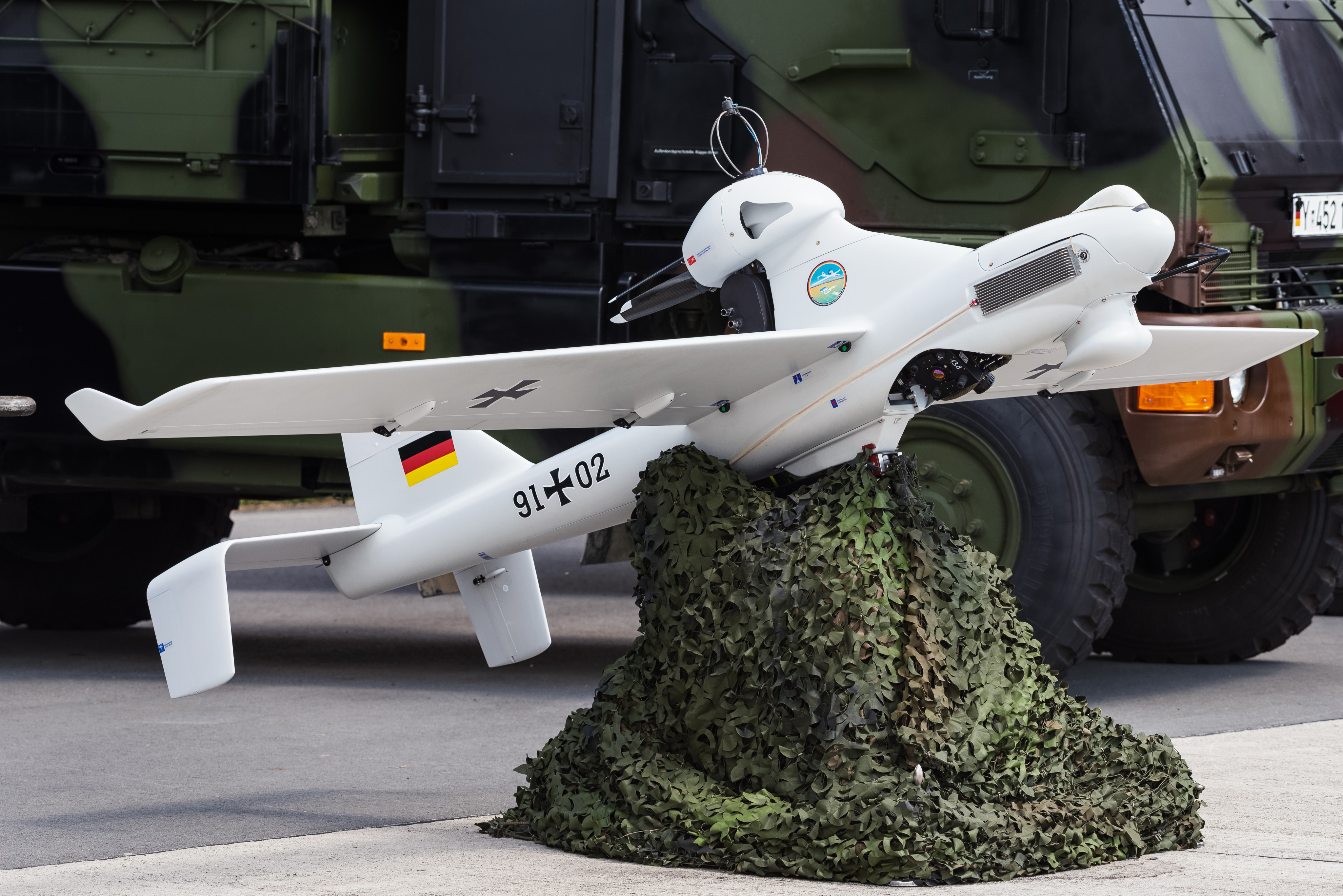
Німецький БПЛА Luna X-2000

До березня 2001 року сили НАТО, розгорнуті в Косові та довкола нього, почали переривати поставки повстанців з районів, контрольованих силами КФОР, за допомогою розвідки, що здійснювалася безпілотними апаратами. До аеропорту Скоп'є були відправлені «Предейтори» з 11-ї розвідувальної ескадрильї ПС США, що згодом були замінені на оперативну групу «Хантер», підрозділу безпілотників, оснащеного дронами IAI RQ-5 Hunter. Німецьким військам доручили здійснення спільної наземної і повітряної операції вздовж їхньої ділянки македоно-косовського кордону. Враховуючи гористий характер місцевості, на землі існувало чимало зон недоступних для спостереження. Щоб подолати цей недолік, німецькі військові почали використовувати радар RADAC і безпілотник Luna X-2000. Luna X-2000 здійснив 175 бойових вильотів, за його допомогою були заарештовані ряд осіб, яких підозрювали в причетності до повстанців.

## Бої у Тетові
У середині березня сили АНВ знову з'явилися в горах біля Тетова, ключового північно-західного міста Македонії, в якому албанці складали більшість населення. Повстанці обстріляли македонські позиції з гвинтівок, кулеметів і мінометів. На той момент АНВ контролювала як мінімум сім сіл на північ і захід від Тетова, всі вони знаходилися в горах і легко оборонялися.
22 березня 2001 року в Тетові загострилася ситуація: двоє албанців, батько й син, були застрелені поліцією під час звичайного обшуку на контрольно-пропускному пункті. Інцидент стався, коли їхній автомобіль зупинили й озброєний поліцейський здійснив фізичний напад на одного з пасажирів (на сина). Офіцер побачив, що чоловік протягнув руки до кишені. Боячись, що це може бути граната, офіцер запанікував і втік. Чоловік вийшов з машини, впав на коліна й начебто зробив жест кидка в бік поліцейського, що тікав. Македонський поліцейський, що знаходився за мішками з піском, відкрив вогонь по албанцю. Спочатку він упав на машину, потім, мертвий, упав на обочину. Через кілька секунд застрелили й батька, який намагався втекти з машини. Пізніше допитані свідки наполягали на тому, що батько й син перед смертю тримали в руках мобільні телефони, а сама пара стала жертвою помсти з боку поліції.
Стратегічне положення підрозділів АНВ забезпечувало їм хороший огляд міста. Лінія фронту між АНВ й македонськими силами безпеки розширювалася вздовж лісистих гір на півночі, що прилягали до центру міста. В той же день, коли в Тетові відкрився фронт, АНВ взяла під контроль середньовічну міську фортецю на північ від центру міста й почала обстріл поліцейських, розташованих у міських районах. Після першого зіткнення македонська поліція відтіснила АНВ з Тетова й захопила середньовічну фортецю. АНВ була відкинута назад на прилеглі висоти, де, за повідомленнями, палали кілька будинків. За словами медиків, одна людина була убита, й щонайменше чотирнадцять дістали поранення, з них одинадцять поліцейських.
Уряд висунув ультиматум Армії національного визволення з вимогою скласти зброю і покинути країну, інакше урядові сили почнуть повномасшабний наступ. АНВ відхилила ультиматум, оголосила про одностороннє припинення вогню та закликала до політичного діалогу. У відповідь президент Трайковський заявив, що спершу уряд повинен «нейтралізувати терористичну загрозу», проте погодився почати політичний діалог із легітимними албанськими політичними партіями в Македонії.
Прем'єр-міністр Любчо Георгієвський у телевізійному зверненні до народу заявив, що не буде вести перемовини з «терористами». Він докоряв Сполученим Штатам і Німеччині, чиї війська патрулювали кордон із боку Косова як частина контингенту НАТО, за те, що вони не зробили достатньо для того, щоб зупинити повстанців. Георгієвський звинуватив НАТО в «творенні нового Талібану в Європі» й те, що він дозволяє албанським екстремістам діяти з підконтрольного ООН Косова.

### Урядовий контрнаступ

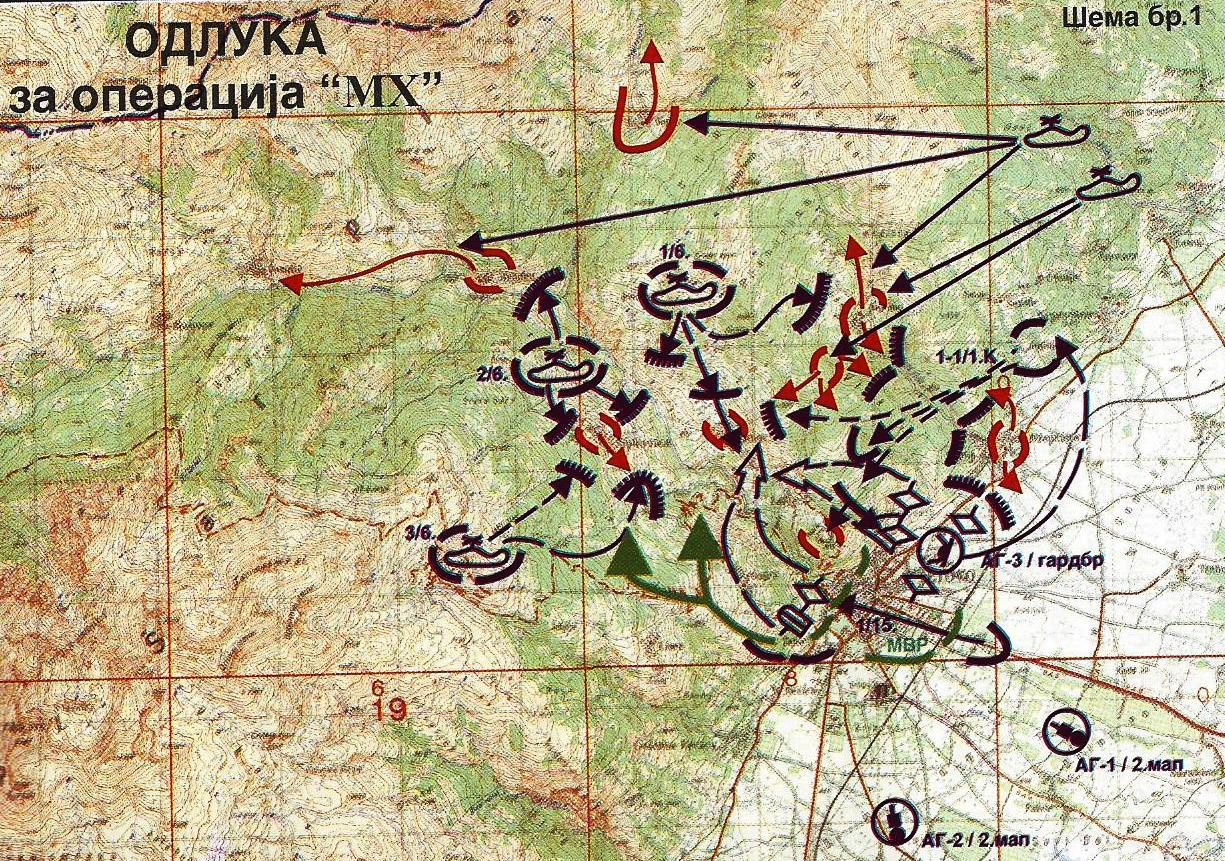
План воєнної операції MХ-2 у Тетові

Після п'яти днів партизанських атак на урядові сили в Тетові й його околицях 18 березня 2001 року уряд Македонії наказав провести загальну мобілізацію резервістів для проведення більш широкого контрнаступу проти позицій Армії національного визволення в горах довкола Тетова.
25 березня 2001 року розпочався наступ македонських сил безпеки на позиції АНВ на схилах гір, що височіють над містом. Зустрівшись із запеклим опором повстанців, понад двохсот військових за підтримки танків і мінометів просунулись приблизно на кілометр вверх по горах у напрямку села Ґайре. До середини дня поліція зайняла Ґайре, ввійшли в Шіпковіцу, проте зустріли шалений опір АНВ у Лавце.
На другий день наступу урядові сили Македонії продовжували обережно просуватися на північ від Тетова, зміцнюючи контроль над селами, які албанські повстанці втримували майже два тижні. Після артилерійського й піхотного наступу македонських сил безпеки більшість повстанців АНВ покинули свої позиції подалі на північ у гори, що пролягають до Косова.
28 березня 2001 року, через дві доби після вигнання АНВ з більшої частини Тетова, сили безпеки Македонії почали другий наступ, на цей раз направлений на очищення опорних пунктів повстанців, що залишилися, на схід від Тетова до села Танушевці, на північний захід від Скоп'є. Під час другого наступу сили безпеки атакували позиції АНВ поблизу сіл Брест, Маліно Мало, Ґрачані та Ґосінце, де зіткнення відбулися у березні, раніше за зіткнення у Тетові. Уряд заявив, що повстанці втекли на північний захід у напрямку Косова, яке вони «використовували як тилову базу».
31 березня 2001 року македонський уряд оголосив про припинення наступу на збройні формування АНВ. Уряд заявив, що під час наступу було вбито десять повстанців АНВ. Повстанці стверджували, що вони також вбили з десяток македонських поліцейських-прикордонників, однак ця заява була спростована представниками служби безпеки. У лікарні Тетова повідомили, що тридцять поліцейських і десять мирних жителів було поранено. Одна цивільна особа, албанець, вбита. Джерела АНВ, проте, підтвердили, що під час Тетовського наступу македонської армії вони втратили сімох бійців.
Вибиття АНВ з гір, що оточували Тетово, привело до місячного затишшя у конфлікті.

### Ескалація

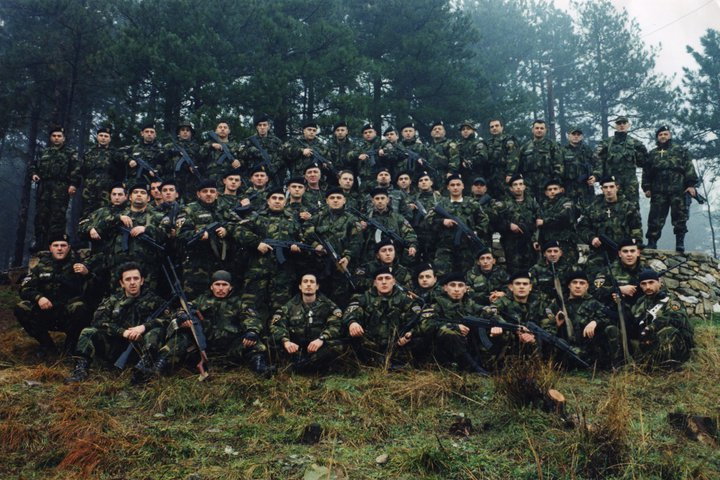
Загін македонського спецпідрозділу поліції зі швидкого реагування поблизу Куманова, 2001

Впродовж періоду спокою, як результат наступу сил безпеки Македонії, уряд розпочав дискусії за круглим столом з македонськими й албанськими партіями щодо законодавчих реформ. Однак це не поклало край насиллю. 28 квітня 2001 року восьмеро македонських поліцейських було вбито в засідці АНВ у Вейце. У звітах щодо цієї події був зроблений висновок, що зловмисники були проінформовані про рух поліцейської машини через радіо.
Македонські джерела після розслідування розкрили, що засідку влаштували Ісмаїл Шинасі (псевдо «Командант Ходжа»), Чека Ілаз (псевдо «Командант Корі») та Чека Білал (псевдо «Командант Брада») — всі троє, як і більшість їхніх підлеглих, уродженці Косова й були ветеранами Армії визволення Косова. Чека Білал був співробітником Розвідувального управління Косова й одним із головних організаторів контрабанди зброї до Косова.
У зв'язку з нападом президент Македонії Борис Трайковський заявив: «Ми боремося з терористами, а не з повстанцями, й ми проявили максимальну стриманість у боротьбі з ними».
Вбивство восьми македонських солдатів і поліцейських призвело до заворушень у Скоп'є, Бітолі та Велесі, під час яких етнічні македонці нападали на підприємства й магазини, що належали албанцям. Щонайменше десять албанських магазинів у місті Бітола були зруйновані, десятки будинків були пошкоджені.
Щоб придушити заворушення, уряд Македонії ввів комендантську годину в Бітолі, а прем'єр-міністр Георгієвський оголосив, що його кабінет розглядає можливість оголошення стану війни, щоб мати більшу гнучкість у боротьбі з повстанцями АНВ. Згідно з конституцією Македонії, стан війни дає президенту й армії розширені повноваження і встановлює через декрет президентське управління, зменшує обмеження для армії, забороняє демонстрації, вводить загальнонаціональну комендантську годину й зачиняє кордони країни. Проте впродовж всього конфлікту США закликали Македонію під час боротьби з АНВ не вводити стан війни.

## Бої в Куманові

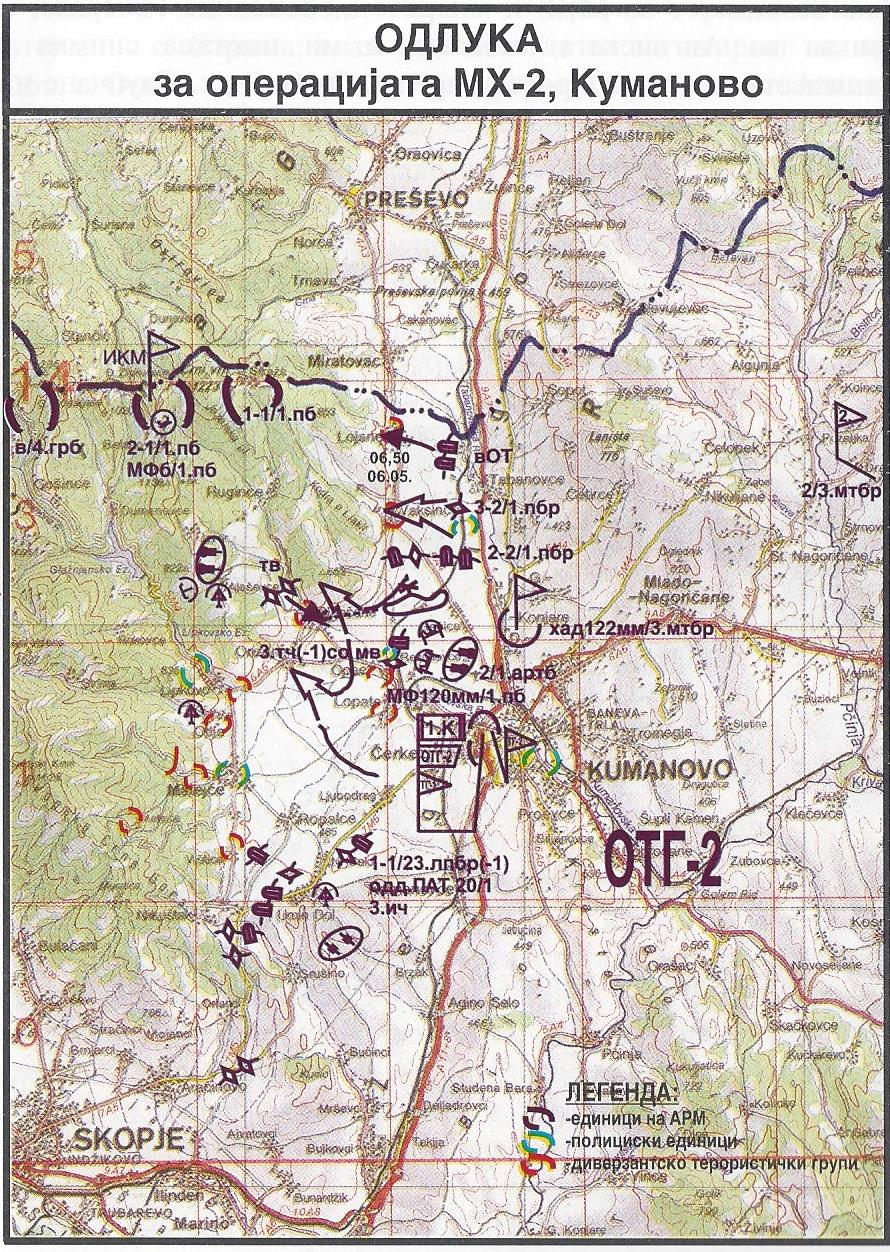
План воєнної операції МХ-2 у Куманові

На початку травня 2001 року велика група повстанців АНВ проникла в Македонію через Косово й створила бази в кількох селах на північ від Куманова. Цю збройну групу, відому як «113-та бригада АНВ», очолював косовський албанець Фаділ Німані.
3 травня АНВ організувала чергову засідку на македонські сили безпеки у Ваксінце, поблизу Куманова, вбила двох солдатів і викрала третього. Троє солдатів поверталися з чергування прикордонного патруля, коли вони налетіли на засідку. Державне радіо повідомило, що повстанці оголосили район довкола Ваксінце своєю «визволеною зоною».
Того ж дня рада безпеки Македонії ухвалила рішення про початок нового наступу проти АНВ, щоб вигнати їх зі своїх опорних пунктів у селах на північ від Куманова. Жителям сіл, підконтрольних АНВ, дали можливість евакуюватися до 15:00, початку наступу сил безпеки Македонії. Офіційний представник армії Георге Трендафілов повідомив Ассошіейтед Прес, що АНВ утримує як живий щит тисячі жителів села. Наступ почався з обстрілу обраних цілей у Ваксінце військовими гелікоптерами та польовою артилерією.
У наступні кілька днів сили безпеки Македонії обстріляли позиції АНВ у селах Слупчане, Орізарі й Отля. Як наслідок урядові поліцейські й піхотні підрозділи просунулися вперед. 7 травня 2001 року офіційні особи македонської армії повідомили, що за минулі три доби силам безпеки вдалося знищити чотирнадцять укріплених позицій АНВ, вісім кулеметних точок, сім снайперських гнізд, шість контрольних пунктів, три склади зберігання зброї й одну мінометну позицію. Армійські представники також підкреслили, що в ході операцій вражалися лише обрані цілі, щоб уникнути жертв серед цивільного населення і зайвих матеріальних збитків.
Протягом першого тижня наступу в Куманові найбільш інтенсивні сутички відбулися 8 травня 2001 року біля в'їзду до села Слупчане. Армійська піхота розпочала наступ, змусивши повстанців покинути свої позиції і відступити до Ваксінце. Згодом армійські вертольоти перехопили їх кулеметним вогнем і завдали їм тяжких втрат. Того ж дня македонська армія знищила позиції двадцяти повстанців АНВ у «Гірничій колонії», розташованій неподалік від Ложане.
25 травня 2001 року сили безпеки Македонії розпочали довгоочікуваний загальний наступ проти АНВ у Куманові. Бої тривали й наступного дня, отримавши характер вуличної війни. У великих селах Ложане й Ваксінце, твердинях АНВ, поліція й армійська піхота воювали за кожний будинок через запеклий опір. У боях також брав участь спецпідрозділ поліції «Тигри», що спеціалізується на антитерористичній боротьбі в міських умовах. Після двох тижнів важких боїв 26 травня 2001 року македонські сили безпеки відбили Ваксінце й Ложане. Під час бою за Ваксінце македонські війська вбили Фаділа Німані, головного командувача АНВ у Куманові.
Македонські війська продовжували наступ на опорні пункти АНВ у Слупчане й Матейце, приблизно за тридцять кілометрів на північний схід від столиці Скоп'є. Після кількох зіткнень, в яких повстанці АНВ були розбиті, 29 травня 2001 року підрозділи македонської поліції й армії увійшли в село Матейце. Обшукуючи будинки, поліція знайшла зброю і військову техніку. Поліція також знайшла систему тунелів, яка забезпечувала зв'язок між кількома будинками. Після того, як македонські сили безпеки захопили Матейце, АНВ здійснив скоординовану атаку на село з напрямів Отля, Орізаре й Слупчане. Повстанці стріляли з кулеметів, автоматів, снайперських гвинтівок і гранатометів.
Протягом наступних двох діб македонські сили безпеки вели наступ на Слупчане, яке щоденно обстрілювали. Тим часом з'явилася новина, що в селах на північ від Тетова, в яких більше
місяця тому македонці розгромили повстанців, відновилися бої.

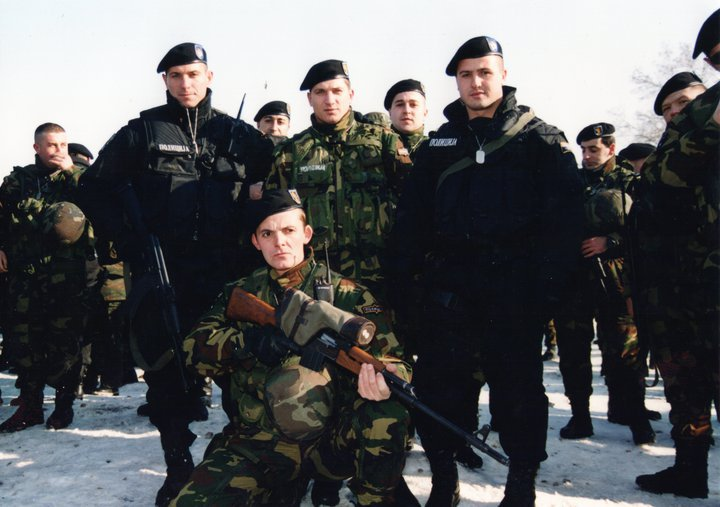
Македонська поліція поблизу Матейце в Куманові. Зображені бійці підрозділів «Тигри» (у чорному) та «Леви» (у зеленому).

8 червня 2001 року македонська армія і поліція здійснили новий великий наступ проти АНВ і їхніх опорних пунктів у селах, що залишалися окупованими з початку травня 2001 року. Основна мета операції полягала в зайнятті греблі в Липково, яку утримували повстанці. АНВ закрила клапани, які використовувалися для контролю відтоку води з дамби Липковського озера. Це зупинило подачу води в Куманові, спричинивши гуманітарну кризу для цивільного населення міста. Армія захопила Липковське озеро й відтіснила АНВ назад у село.
На відміну від Ваксінце, Матейце й інших сіл у зоні бойових дій, у Липково все ще перебувало 10 000 осіб, які не були евакуйовані урядом або Червоним Хрестом. Щоб попередити жертви серед цивільного населення, представники уряду наказали жителям Липково покинути село. Проте цей наказ не був виконаний, бо повстанці АНВ не дозволили Міжнародному Червоному Хресту евакуювати мирних жителів. Сільський голова Гусамедін Галілі видав розпорядження, яке суперечило урядовому. Він сказав цивільним, що їм буде безпечніше в підвалах своїх будинків, ніж намагатися покинути село, інакше вони опиняться під перехресним вогнем між силами безпеки й АНВ.
Оскільки цивільні особи не покинули зону конфлікту, з метою попередити гуманітарну катастрофу в Липково й відновити подачу води до села ОБСЄ встановила тимчасове припинення вогню, а президент Трайковський наказав припинити наступ до 12 червня. Під час припинення вогню в Куманові була ввімкнена подача води, а цивільні жителі Липково отримали від ОБСЄ їжу, воду та ліки.
Тимчасове припинення вогню було порушено АНВ вже через кілька годин після його введення: поблизу Тетова повстанці почали стріляти по поліцейській машині. Під час обстрілу, який тривав до світанку, поранення дістали дев'ятеро поліцейських, з них двоє дістали серйозні. АНВ вибачилося за атаку, назвавши її «помилкою». Під час припинення вогню АНВ також підпалила історичну православну церкву в Матейце, яка вважалася одною з найважливіших культурних пам'яток у Куманові, а також будинки етнічних македонців. До того, як поліція в червні 2001 року ввійшла в село, у церкві розміщувався штаб АНВ.
Наступ македонців у Куманові тимчасово призупинився, тому що АНВ відкрила новий фронт, який відвернув увагу від Куманова. 13 червня 2001 року Арачіново, село неподалік від столиці Скоп'є, в яке повстанці проникли раніше, проголосили «вільною територією».
Впродовж місячних боїв у районі Куманова силам безпеки Македонії вдалося повернути під свій контроль кілька сіл, які були оплотом АНВ, і очистити їх від повстанців. Згідно з офіційними заявами македонців сили безпеки вбили щонайменше 30 повстанців АНВ, у тому числі командира Фаділа Німані, в той час як АНВ стверджували, що вони втратили 16 чоловік.

## Криза в Арачінові
Криза в Арачінові вважається поворотним моментом у конфлікті й однією з найбільш суперечливих подій.
12 червня 2001 року група з кількох сотень повстанців АНВ взяла під свій контроль етнічно змішане село Арачіново, розташоване всього за 8 кілометрів від околиці Скоп'є. Командувач силами АНВ в Арачінові Командант Ходжа попередив, що якщо армія не припинить свої атаки, повстанці атакують стратегічні позиції в Скоп'є, включаючи «аеропорт, нафтопереробні заводи, поліцейські відділки в містечках і інші урядові установи». Командант Ходжа сказав журналістам, що в його людей є 120 мм міномети, і заявив, що «я почну атакувати відділки поліції й аеропорт, уряд і парламент — все, що можу з нашими 120 мм мінометами», За словами Ходжі, ключовою вимогою повстанців було включення їх у переговори з питань конституційного майбутнього країни, що уряд явно виключав.
Захоплення Арачінова спровокувало черговий відтік населення, більшість якого тікала на північ у сусіднє Косово. Македонський уряд офіційно не відповів на ультиматум АНВ, однак у повідомленнях говорилося, що він посилив охорону ключових об'єктів.
Криза в Арачінові посилила дипломатичний тиск на уряд Македонії з боку НАТО та ЄС з метою політичного врегулювання конфлікту. Увага, спричинена кризою, була настільки великою, що Македонію відвідали Генеральний секретар НАТО Джордж Робертсон і представник Європейського Союзу з питань безпеки Хав'єр Солана з метою підтримки зусиль з політичного врегулювання конфлікту. Криза також збільшила розкол в уряді в питанні підходу до врегулювання конфлікту. Прем'єр-міністр і міністр внутрішніх справ виступили за продовження успішних наступів березня-травня 2001 року, тоді як президент добивався політичного вирішення.
Під час зустрічі з Соланою президент Трайковський пообіцяв урегулювати кризу в Арачінові за допомогою політичного діалогу. Однак після кількох засідань «Координаційного органу з урегулювання кризи» та «Командування обороною міста Скоп'є» 18 червня було ухвалено рішення провести воєнну операцію з ліквідації АНВ в Арачінові. Генерал Панде Петровський підготував план, за яким операцію повинні здійснити поліція і піхота за підтримки армійської артилерії й авіації. Представників НАТО в Македонії про це рішення не інформували.

### Бій
Операція македонських сил безпеки розпочалася о 4:30 21 червня з артилерійського обстрілу з боку армії. Македонська армія використала частину своєї найпотужнішої вогневої міці, використовуючи для враження цілей у селі бойові гелікоптери. З настанням темряви 6-й загін Міністерства внутрішніх справ, а також спецпідрозділ поліції «Тигри» почали штурм з боку сусіднього пригороду Сінгеліч. Цей штурм був скоординований зі штурмом танкового взводу з боку Брнярці, тим самими відрізавши Арачіново з півночі. Після першого зіткнення на північній стороні сили безпеки повільно просунулися до сільських кладовищ, а повстанці зміцнили свої позиції довкола нової мечеті.

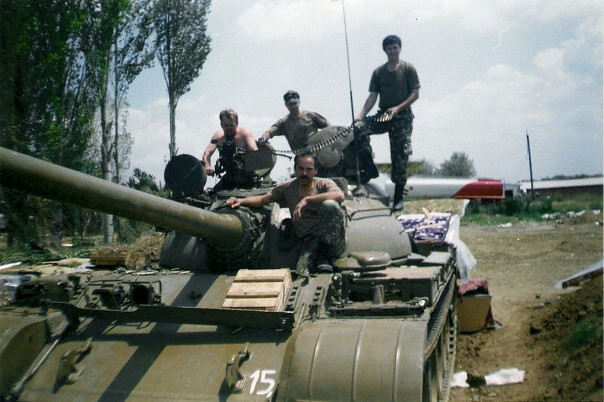
Танкісти-резервісти македонської армії під час боїв у Арачінові. Болгарія передала македонській армії 93 танки Т-55 і 108 важких мінометів

Натиск у східній частині утримуваних АНВ позицій відбувався ще повільніше через сильний опір, особливо в Бел Камені (один кілометр від Арачінова). Лише після прибуття на допомогу підкріплення з південного боку Бел Камен потрапив до рук поліції. Повстанці відступили з Бел Каменю, покинувши більшу частину своєї екіпіровки. Впродовж першого дня була також захоплена висота 354 на захід від села, відкривши шлях для входу в село для сил безпеки. В кінці першого дня операції македонській поліції вдалося проникнути в село з півночі та заходу, проте просувалися дуже повільно через сильний опір з боку АНВ. На сході та на півдні поліція тимчасово окопалася при в'їзді в село.
Другого дня македонські війська продовжували піддавати Арачіново важкому артилерійському обстрілу. Операції другого дня розпочалися з розвідувального польоту Су-25. За ним настали артилерійський, танковий і гелікоптерний обстріл позицій у селі. Армійські гелікоптери Мі-24 налетіли на село, обстрілюючи район, з якого АНВ погрожувала здійснити обстріл македонської столиці та її аеропорту. Поліція за підтримки мінометного вогню провела піхотні атаки в село зі східного боку й зробила незначне просування до центру. Зі західного боку поліція підійшла до нової мечеті, залишивши в руках АНВ лише широкий центр села. Представник македонської армії заявив, що у ході великого наступу другого дня піхота відбила третину села. Другого дня повстанці чинили запеклий опір, бої тривали за кожний будинок. Опір АНВ досяг апогею на третій день наступу македонських сил безпеки, коли загинули три співробітники поліції. При спробі проникнути в центр села був також тяжко поранений командир спецпідрозділу поліції «Тигри» Стоянце Ангелов. Однак, незважаючи на втрати, силовики продовжували операцію.
Третього дня македонські сили безпеки відновили штурм албанських повстанців, незважаючи на міжнародний тиск з метою встановлення перемир'я. Представник уряду заявив, що він переконаний у тому, що повстанці будуть переможені впродовж чотирьох чи п'яти днів. Упродовж третього дня боїв поліція стверджувала, що контролювала дві третини села й атакує центр села, де зустріли серйозний опір. По мірі просування до центру села сили безпеки обстрілювали артилерійськими й танковими снарядами кожний новий пункт АНВ і лише після цього відправляли поліцію. Ця тактика була розроблена для того, щоб виснажити повстанців, які, відповідно до джерел розвідки, мали лише обмежені запаси.
Проте на четвертий день боїв президент Трайковський наказав силам безпеки негайно зупинити всі операції.

### Зупинка операцій
Події, що відбулися четвертого дня операції, вважаються найбільш суперечливим і досі є об'єктами багатьох теорій змов.
За словами генерала Панде Петровського, який керував операцією, 25 червня о 9:00 йому подзвонив президент і наказав зупинити операцію. Петровський, однак, наказав продовжити операцію. О 12:45 йому знову подзвонив президент і сказав:

«Генерале, я хочу, щоб до 13:00 всі ваші дії в Арачінові було призупинено, й ви поїдете до готелю „Белві“ для зустрічі з посланцями НАТО. Не наважуйтесь використовувати авіацію, не грайся в ігри, я вже пояснював, у чому річ!» (стр. 110)

Петровський наказав призупинити воєнні дії силовиків і направився до готелю «Белві», де зустрів представників телебачення, іноземних дипломатів, представників уряду та кабінету Президента. Йому повідомили, що всі чекають прибуття Хав'єра Солани о 16:00.
Під час зустрічі з представником ЄС із питань зовнішньої політики й безпеки Хав'єром Соланою, що відбулася у той же день, македонський уряд погодився повністю припинити свої воєнні операції в Арачінові й дозволити повстанцям АНВ покинути оточене село. Після переговорів між президентом Борисом Трайковським і Хав'єром Соланою уряд Македонії офіційно оголосив про припинення свого наступу проти АНВ в Арачінові. Згідно з повідомленнями західних ЗМІ, переговори, схоже, були «вкрай гострими», оскільки македонські сили безпеки неохоче відмовлялися від бою, вони були переконані, що збираються перемагати.
Було вирішено, що евакуація повстанців відбудеться за матеріально-технічної підтримки американських військовослужбовців 101-ї повітряно-десантної дивізії. Уряд також погодився з тим, що під час евакуації повстанці заберуть свою зброю, а також убитих і поранених. Деталі логістики евакуації були організовані спеціальним посланцем США на Балканах Пітером Фейтом. Евакуація розпочалася о 17:00 і була проведена військовослужбовцями США з американського контингенту KFOR, що базувався у таборі Ейбл-Сентрі в міжнародному аеропорту Скоп'є. Американські військовослужбовці, яким доручили евакуацію повстанців, пройшли македонців і ввійшли в село, взявши із собою всіх членів АНВ, що перебували в селі. Проте на шляху до маршруту евакуації вони наштовхнулися на блокпости груп цивільних етнічних македонців, які протестували проти евакуації. Після того, як уряд відправив представників для перемовин із цивільними, вони погодилися зняти блокпости й дозволити колоні рухатися згідно з планом. Конвой відвіз повстанців до села Нікуштак, на території, контрольовані АНВ.
Наступного дня македонські війська ввійшли в Арачінова, таким чином усунувши стратегічну загрозу столиці.

### Версії подій
З 2001 року існують дві версії подій, що розгорталися на четвертий день операції македонських сил безпеки.
Згідно з першою версією, яку підтримали представники НАТО й найближчі радники президента Трайковського, президент особисто вимагав евакуації повстанців в Арачінові, щоб не допустити переростання конфлікту в громадянську війну. З початку операції в Арачінові Генеральний секретар НАТО лорд Джордж Робертсон назвав штурм села «божевіллям» і «повною дурістю». У різкій заяві лорд Робертсон також закликав уряд припинити бойові дії, оскільки Македонія, попередив він, «перебуває на межі кривавої громадянської війни».
За словами представника НАТО Пітера Фейта та генерала США Ентоні Тейта, уряд Македонії вирішив попросити представників НАТО домовитися про виведення сил АНВ із села, щоб попередити можливі мінометні обстріли столиці, яка перебувала в межах досяжності, в тому числі міжнародний аеропорт і нафтопереробний завод. Згідно з офіційною версією, македонським силам безпеки, незважаючи на початкові успіхи, не вдалося відбити в АНВ більшу частину села. Крім того, як вони стверджували, в АНВ не вистачало боєприпасів, води та їжі, що змушувало їх у відчаї починати стріляти по цілях у місті чи активувати диверсійні групи в столиці. Згідно з першою версією подій, президент особисто зупинив операцію і попросив евакуації, щоб уникнути загрози столиці та сприяти швидкому вирішенню конфлікту.
Згідно з другою версією, яку підтримали Любе Бошкоскі та Панде Петровський, призупинення операції сил безпеки Македонії відбулося через «ультиматум НАТО». А саме, за словами генерала Панде Петровського, 25 червня о 9:00 до нього подзвонив президент і він повідомив, що буцімто «до нього особисто подзвонив Генеральний секретар НАТО й попросив зупинити операцію, тому що в Арачінові в пастці опинилися американці». Петровський, однак, наказав продовжити операцію. На сторінці 111 своїх мемуарів генерал Петровський далі заявляє, що:

«Бригадний генерал Звонко Стояновський, командувач військами протиповітряної оборони, повідомив мені, що наші радари засікли 6 винищувачів, що летіли за курсом Італія — Албанія — Македонія. Я сказав йому слідкувати за цим курсом і вивезти гелікоптери на запасний аеродром у Лозово. Я тоді подумав про себе — ось воно! НАТО готова застосувати до нас силу, якщо ми продовжимо операцію».

Опис цих обставин Петровським нещодавно пов'язали зі заявами Гленна Ная, працівника Державного департаменту США в посольстві США в Македонії. Зокрема, під час виборів до Конгресу США 2002 року Най повідомив, що він, будучи призначеним у Македонію і Косово, організував у 2001 році порятунок двадцяти шести громадян США, які опинилися в пастці, перебуваючи за позиціями повстанців.
Дослідники Марк Кертіс і Скотт Тейлор стверджують, що іноземці, про яких згадував Най, були радниками американської військової компанії MPRI. Однак оглядачі, в тому числі колишній радник президента Стево Пендаровський, який був представником міністерства внутрішніх справ під час конфлікту, назвали такі заяви містифікацією й теорією змови, заявивши, що в Арачінові не було американських інструкторів.

### Протести в Скоп'є
У ту ж ніч перед будинком парламенту в Скоп'є акція протесту, організована македонськими біженцями з Арачінова, переросла в масовий бунт, після того, як до протестувальників приєдналися працівники сил безпеки й тисячі цивільних демонстрантів. До них також приєдналися поліцейські з Автокоманди (передмістя Скоп'є, неподалік Арачінова), які брали участь у боях. Вони прибули зі зброєю і автоматами й вимагали дізнатися, чому операція була призупинена, а повстанцям дозволили евакуюватися.
Протестувальники ввірвалися до будинку парламенту й вимагали розмови з президентом, вигукуючи «зрада» та «відставка» та висміюючи рішення Трайковського дозволити повстанцям забрати зброю при відступі. Демонстранти прорвали кордон поліції, кидали каміння у вікна та повністю знищили «мерседес» міністра внутрішніх справ Бошкоскі, припаркований перед будинком. Кілька поліцейських і журналістів були поранені в сутичках, жоден не виявився серйозно пораненим. Поліція з метою заспокоїти натовп не застосовувала силу.

## Загальна угода про припинення вогню
За посередництва ОБСЄ і НАТО й отримавши посилений тиск задля припинення воєнних дій, македонський уряд погодився на прохання НАТО підписати безумовне припинення вогню. Угоду про припинення вогню було підписано 5 липня 2001 року президентом, генералом Панде Петровським та генералом поліції Рісто Галевським з македонського боку та представником НАТО Пітером Фейтом. НАТО була гарантом загального припинення вогню, і тоді ж угода була підписана з АНВ у Призрені.
Загальна угода про припинення вогню вимагала встановлення демілітаризованої зони, що проходила від кордону з Косовом до південної сторони траси Тетово — Язінце. Відповідно до угоди, македонська армія відступала з Тетова та з усіх сіл, які були під її контролем у зоні конфлікту, і зайняла нові позиції на кордоні Косова та на південь від Тетова. Деякі підкріплення також були відправлені на армійські позиції на Поповій Шапці. Після переводу армії на нові позиції на південь від міста в Тетові залишилися лише чотири контрольно-пропускні пункти та підрозділи поліції, розташовані в будівлі СВР. Також підрозділи поліції були виведені із сіл зони конфлікту. Сили поліції, що залишалися у районі довкола Тетова після підписання перемир'я, складали: двадцять поліцейських у Лесоку, сімдесят у Теарце, сто двадцять у Вратниці, двадцять п'ять у Яжинце, сто в Єгуновце, п'ятдесят у Ратае, сімдесят у Зельце та п'ять пунктів пропуску поліції з п'ятнадцятьма поліцейськими.
Згідно з угодою про припинення вогню, македонські силовики могли відкривати вогонь лише тоді, коли створювалася пряма загроза їхньому життю, а вогонь у відповідь повинен бути пропорційний будь-яким атакам з боку АНВ.
Угода також передбачала розгортання трьохтисячного контингенту НАТО в зоні конфлікту після політичного врегулювання між македонським та албанським політичними лідерами. Мандат сил НАТО мав тривати сорок п'ять днів, його завдання — роззброєння повстанців АНВ.

## Після Загальної угоди
Загальна угода про припинення вогню, підписана 5 липня 2001 р., не була дотримана NLA, яка постійно припускала її порушення. Згідно з даними македонської армії, між підписанням Генерального припинення вогню 5 липня до кінця серпня НЛО здійснила сто тридцять дев'ять прямих атак проти македонських силовиків: сто сімнадцять у Тетові, дванадцять у Куманові та десять в районі Скоп'є. Македонські силовики повернули вогонь сімдесят чотири рази: шістдесят разів у Тетові, сім у Куманові та сім разів у Скопській області. Зафіксовано вісімдесят один випадок викрадення етнічних македонських мирних жителів, а шістдесят один був звільнений.

### Нові бої в Тетові
Після підписання угоди про припинення вогню та виведення армії із сіл на північ від Тетова НАТО дало гарантії цивільним особам, які втекли з району Косова або були внутрішньо переміщені, повернутися до своїх домівок. Згодом етнічні албанські цивільні почали повертатися до своїх домівок у селища Тетово Сельце, Лавче, Джермо, Сіпковиця, Бродек, Весала та Вейче. Повернення мирних жителів та відхід армії створили сприятливі умови для того, щоб НЛО знову з'явилося в цих селах. Наглядові позиції армії помітили повстанців, що копали оборонні позиції навколо цих сіл, але солдатам не було дозволено відкривати вогонь.
Першим великим інцидентом, спричиненим НАТО, стала артилерійська атака на Тетово 7 липня 2001 року, лише через два дні після підписання режиму припинення вогню. Зі своїх позицій на північ від Тетова повстанці NLA розпочали артилерійський обстріл міста. Мінометні гранати були запущені на північну частину міста, у напрямку міського стадіону, та на центральний торговий центр «Тетовчанка». Повстанці продовжували стріляти по пунктах пропуску поліції в місті з пускових установок РПГ та автоматичної зброї з напрямку сіл Джермо та Порой. Поліція Македонії, розміщена в місті, відповіла на цей вогонь усією наявною зброєю. У той же час були спроби повстанців здійснити обстріл поліцейського відділення в місті Тарсе.
Протягом вихідних НЛО увійшла в етнічні македонські села Брезно та Варвара і почала копати по позиціях. Повстанці також почали копати над великим етнічним македонським селом Лесок. Міністерство внутрішніх справ зафіксувало рухи, але не втрутилося. Але він застеріг спостерігачів ЄС та ОБСЄ про вжиття контрзаходів. Зі своїх позицій у Варварі повстанці відкрили вогонь з автоматичної зброї по Лесоку та по поліцейських позиціях у Язинці. Під час цих інцидентів поліція не реагувала, поважаючи угоду про припинення вогню. Були також огляди НЛУ, які встановлювали контрольно-пропускні пункти на дорогах на схід від Тетова.
9 липня в засобах масової інформації було оголошено, що коли повстанці вперше почали стріляти в бік Лесока, до жителів села прийшов підрозділ поліції та озброїв їх вогнепальною зброєю та боєприпасами, щоб захищатись, бо втручатися поліції не вдалося. Озброєні жителі села організували сільську міліцію, зайняли оборонні позиції та відбивали спроби НАЛ увійти в село протягом двох днів. Того ж дня групи македонців Тетова вирушили до президента з вимогою, щоб армія вступила до Тетова і вигнала повстанців із етнічних македонських сіл Сетоле, Отуньє, Ядоарсе, Брезно, Варвара та Джелошник, щоб цивільні могли повернутися додому. Вони заявляли, що НАБ напав на інші македонські села в регіоні з метою етнічного очищення регіону від македонців. Вони також заявили, що вважають, що Генеральна угода про припинення вогню — це «необдуманий акт, який може, і вже є, дуже шкідливим для населення Македонії в регіоні Тетово».
Близько середини липня НВО увійшло до передмістя Тетова Дреновець, яке вже спорожнило армію та поліцію. Озброєні громадяни організували пункти контролю в передмісті та розпочали будівництво позицій в безпосередній близькості від колишніх поліцейських постів на стадіоні. Через те, що НАБ застосувало призупинення вогню для проникнення в Тетові і наблизилося до позицій силовиків, генерал Панде Петровський видав наказ, що дозволив силовикам відкрити вогонь, якщо повстанці потраплять в межах 200 метрів від своїх позицій.
21 липня радіолокатор македонської армії виявив вертоліт НАТО Chinook, що входив у повітряний простір Македонії з Косова та скинув контейнер на село Шипковиця (яке після 5 липня потрапило в руки НАБ). Через п'ятнадцять хвилин після першого падіння інший вертоліт НАТО скинув ще один контейнер у районі села Бродець. Після скидання вантажу вертольоти повернулися в бік Косова. Македонська протиповітряна оборона не відкрила вогонь по вертольотах, але Міністерство оборони Македонії вимагало офіційної відповіді від КФОР про два інциденти. Чиновники НАТО спочатку заперечували будь-яку причетність, але згодом підтвердили, що вони скинули контейнери, але заявили, що вантаж призначений не для НАТО, а для використання КФОР.
22 липня повстанські позиції NLA у селах на північ від Тетова, а також у передмісті Дреновець розпочали масштабний натиск проти македонської поліції поблизу сіл, а також всередині Тетова. Атаки розпочалися об 11:00 з нападу на позиції поліції на міському стадіоні «Дреновець 2» та армійські казарми на околицях міста. Поліція відповіла вогнем, що призвело до спалаху важких боїв. Бойові дії тривали постійно протягом другого дня, і повстанці повільно рушили до міського стадіону і передмістя Дреновець 2, і підійшли до центру міста. Того ж дня міністр оборони попередив НАБ відмовитися від місця, яке було взято під час перемир'я, або зіткнутися з усією атакою.
На третій день НЛО захопила контроль над футбольним стадіоном, а бойові дії поширилися у бік армійських позицій на косовському кордоні. Це спонукало армію втрутитися. 24 липня армія розпочала напад на НВО шляхом обстрілу сіл, з яких просунулися повстанці, в горах над Тетовом. Бойові дії також тривали в напрямку косовського кордону. Літаки-винищувачі армії також були відправлені на розвідувальну місію над позиціями NLA. Опівдні, підкріплені армійською артилерією, поліцейські підрозділи атакували позиції НЛК у Дреновці 2 та Тетові, починаючи найсерйозніші зіткнення в Тетові. Під час нападу македонська поліція знищила кілька повстанських позицій у Дреновець 2, Стрмно та Порой, відштовхуючи НАБ від центру. Під час бою за «Дреновец-2» куля поліції тяжко поранила командира NLA, який керував нападом на Тетово — косовара Рахіма Бекірі, також відомого як командант Рокі. Його негайно транспортували до лікарні в Приштині, де він помер через тиждень.
Бій закінчився 24 липня 2001 року після ночі боїв. Наступного дня в Тетові було тихо, тоді як албанські повстанці будували оборону з мішків з піском. По всій кладовищі македонські силовики розміщували бронетранспортери. Після бою була лінія, що розділяла Тетово, а міський стадіон був «кордоном». Хоча до кінця 2001 року були окремі збройні провокації, позиції, які обіймали обидві сторони у місті Тетово, після битви 24 липня не змінилися. Найбільший випадок після сутичок 24 липня стався 7 серпня, коли НЛО зробила чергову спробу взяти під контроль місто. Напад зазнав невдачі, коли спецпідрозділи поліції розпочали контратаку і змусили повстанців повернутися на свої колишні позиції.
Під час липневих сутичок у Тетові життя втратили п'ять членів македонських сил безпеки. Джерела NLA підтверджують, що вони втратили сімнадцять повстанців під час бою — найбільшою втратою стала смерть команданта Рокі.

## Допомога України

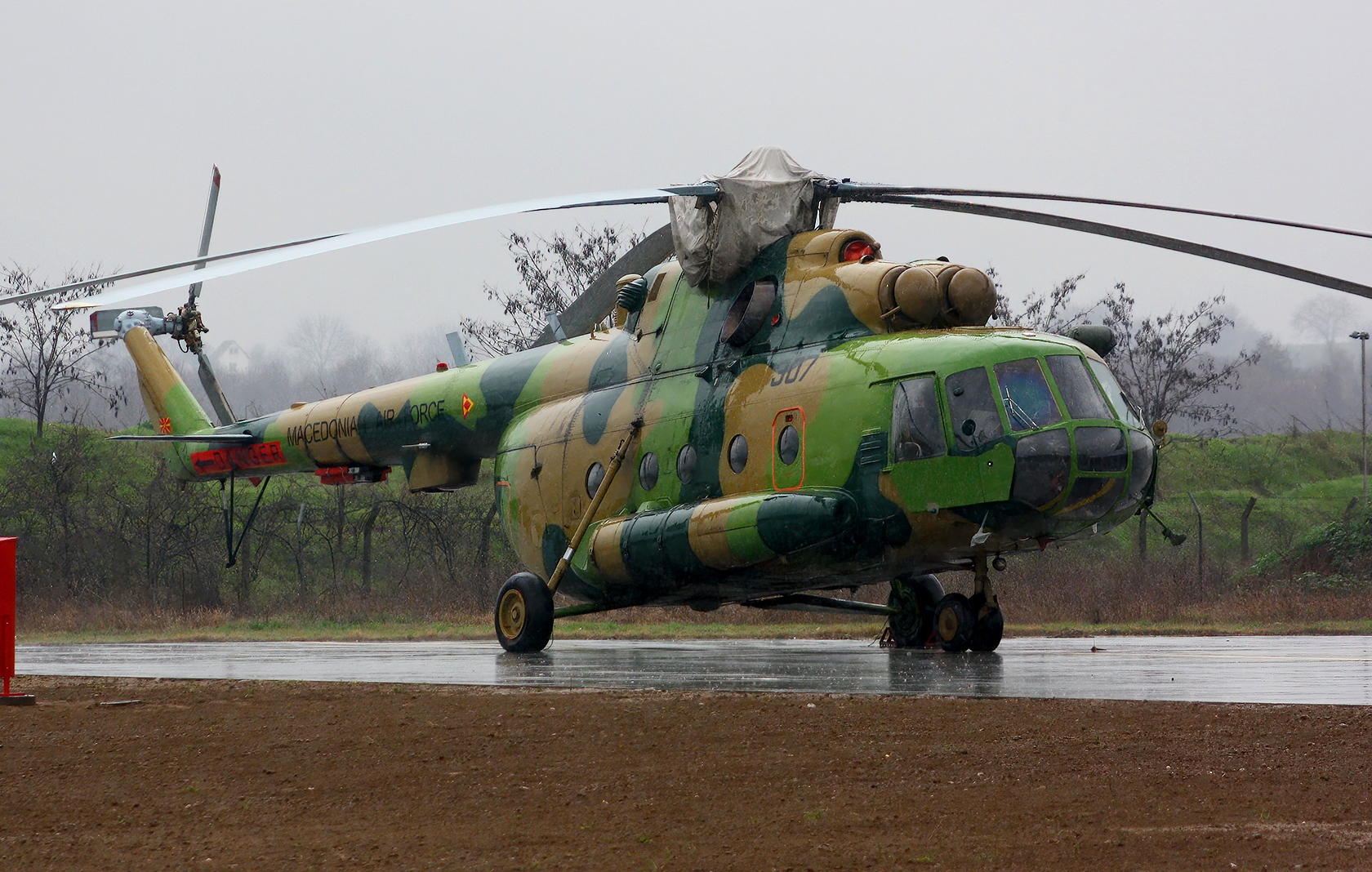
Один із чотирьох Мі-8МТ, які були надіслані з України

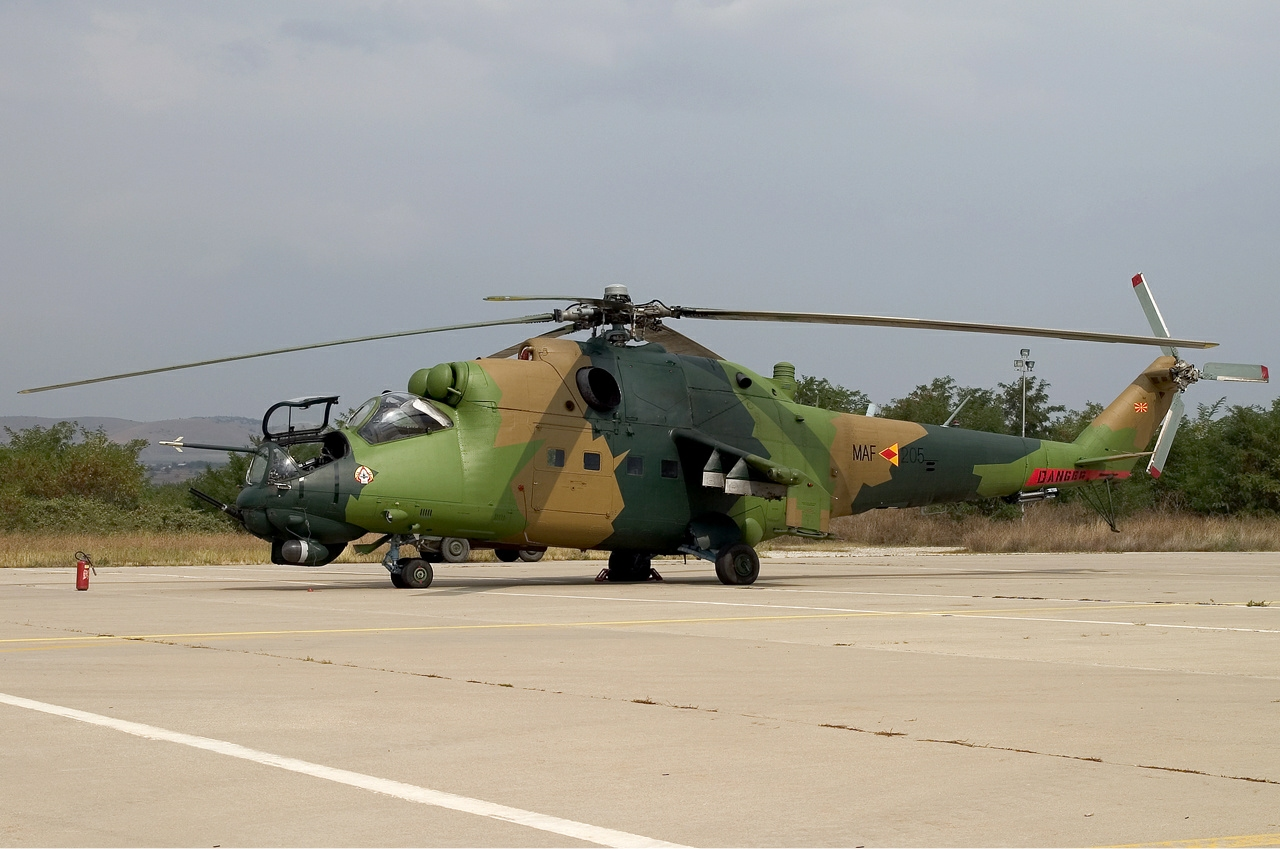
Один із шести Мі-24В, які були надіслані з України

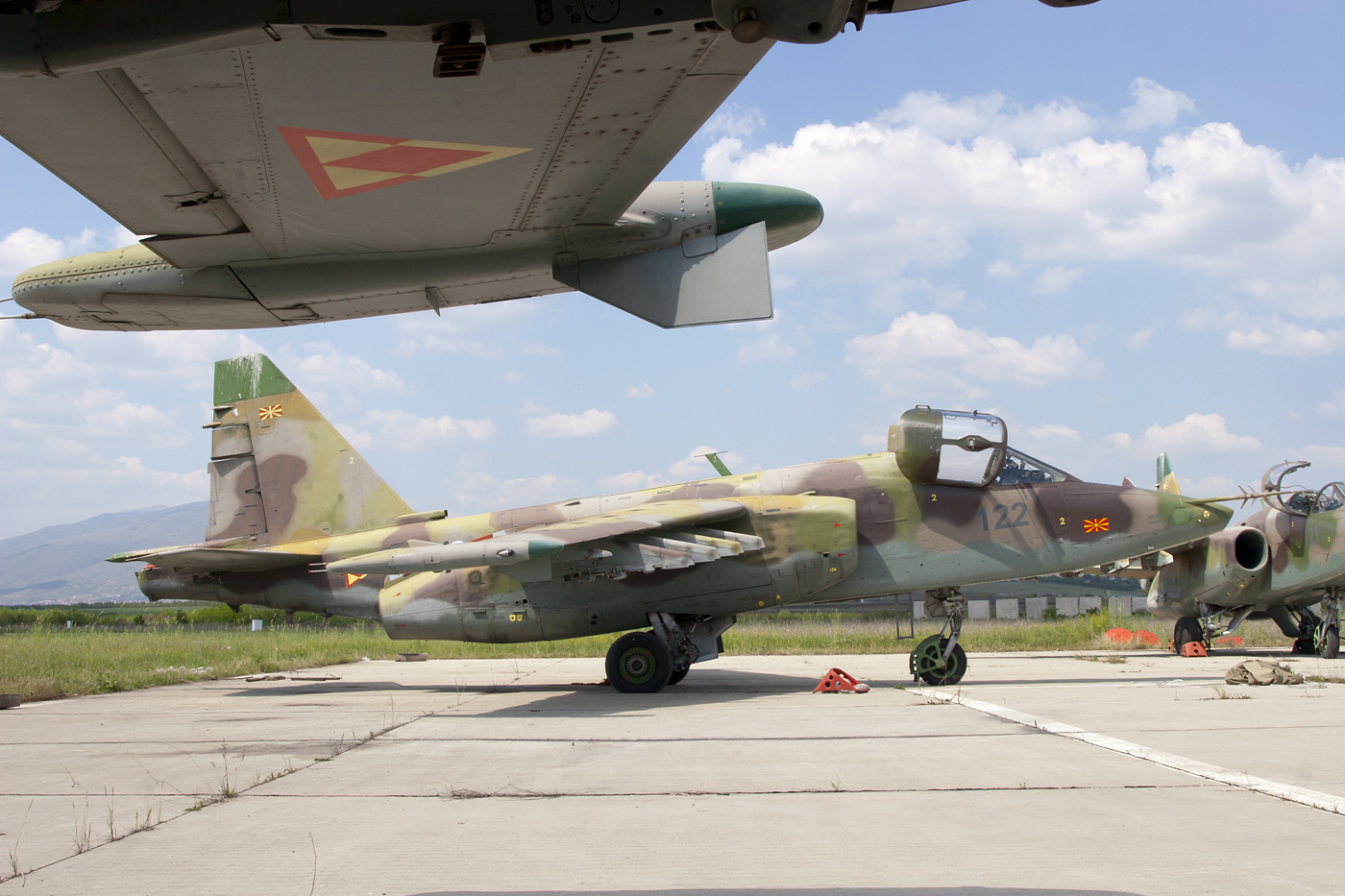
Чотири Су-25 були надіслані Україною, у 2004 році виведені з експлуатації

У березні 2001 року до Македонії почало надходити українське озброєння. За словами тодішнього керівника диппредставництва України в Македонії, одну з ключових ролей в організації поставок відіграв посол Македонії в Україні Владо Блажевскі та безпосереднє звернення македонського уряду, який наполегливо просив про допомогу. 
Македонія просила різнобічну допомогу щодо озброєнь, зокрема і важкі — літаки, гелікоптери, артилерію. Вся техніка не була «подарунком», а передавалася згідно з двостороннім договором між країнами про військово-технічне співробітництво. Але звичайно йшлося про пільгові ціни. Коли до Скоп'є 24 березня 2001 року прибула перша партія українських гелікоптерів, їх особисто зустрічав на аеродромі прем'єр-міністр Любчо Георгієвскі.
 Вже 25 березня македонська армія розпочала операцію із застосуванням українських гелікоптерів. 
Неприємним сюрпризом для «Армії національного визволення» стали чотири гелікоптери Мі-8МТ, обладнані кулеметами, та два гелікоптери Мі-24, які прилетіли в Македонію безпосередньо з Косова, де їх використовували раніше українські миротворці. І зразу пішли до бою, завдаючи ударів з повітря по бойових позиціях. На початку червня 2001 року бойовики пішли в наступ, приблизно тоді ж до Македонії прибули ще чотири гелікоптери Мі-24 та чотири штурмовики Су-25 з України.
 Македонська армія одразу ж застосувала придбані в Україні нові гелікоптери та літаки. Щойно прибулі з України два Су-25 включилися у бойові дії вже 22 червня. Постачання озброєнь Україною до Македонії викликало невдоволення в низці країн НАТО, які хотіли вирішити конфлікт політичним шляхом. 25 липня 2001 року про це йшлося на зустрічі у Києві Леоніда Кучми з радницею президента США з нацбезпеки Кондолізою Райс. Вона закликала Україну припинити постачання. Втім, вже через два тижні Україна відправила до Македонії 30 танків та 20 БТР «болгарського походження», модернізованих на українських заводах. Також західні ЗМІ писали, що гелікоптерами та літаками у Македонії керували українські військові пілоти. Ця версія неодноразово з'являлася на ресурсах, присвячених війнам на Балканах. Доказів не наводили, лише звертали увагу на те, що в ЗСУ були військові пілоти з досвідом війни в Афганістані, натомість македонські військові пілоти не мали досвіду для керування літаками Су-25 та гелікоптерами Мі-24 і достатньої кількості годин нальоту. Також звертали увагу на присутність у Македонії в цей час українських інструкторів, які навчали місцевих пілотів.

11—13 серпня року стався вирішальний бій між урядовими силами та бойовиками біля села Радуша на кордоні з Косовом. 
Долю битви вирішила авіація… По скупченнях бойовиків на горі Жеден завдали ракетно-кулеметних ударів Мі-8 та Мі-24, а також бомбові удари штурмовиків Су-25. Втрачаючи людей, бойовики «Армії національного визволення» відступили глибоко в гори і на територію Косова, забувши про напад…

## Завершення конфлікту
НАТО стабілізувала ситуацію, пославши до Македонії 3,5-тисячний військовий контингент, який діяв у межах операції з вилучення озброєнь у населення і повстанців, що звалася «Essential Harvest» — «Значний урожай». Альянс сприяв укладенню компромісної мирної угоди між сторонами, яка передбачала інтеграцію албанської меншини до політичної системи країни та задоволення її етнічних прав за умови збереження територіальної цілісності країни.
У результаті операції НАТО військові дії було цілковито припинено, контингент скорочено до кількасот військових. У травні 2003 р., після завершення основної стабілізаційної фази операції, НАТО передав управління миротворчою місією в Македонії Європейському Союзу. Загалом операція НАТО в Македонії була дуже успішною. Вона призвела до цілковитого замирення етнічних груп. Водночас ця операція не була надто складною, оскільки у країн НАТО та Альянсу загалом після операції проти Югославії збереглися хороші зв'язки як з македонським урядом, так і з албанськими повстанцями.
Після конфлікту 2001 року в Македонії також відбувалися виступи повстанців (в основному на півночі країни). Конфлікти не досягали критичного рівня, не вимагали втручання міжнародного співтовариства і вирішувалися урядом Македонії.
Після завершення бойових дій з території Косова до Македонії декілька разів вдиралися озброєні угруповання й здійснювали напади македонських поліцейських, наймасштабніший з яких відбувся у травні 2015 року. Однак вони не призвели до масштабного конфлікту.